# Синдеева, Нина Дмитриевна
Нина Дмитриевна Синдеева (1910 — ?) — советский учёный в области минералогии и геохимии, лауреат Государственной премии СССР (1967).
Место рождения - Ново-Волжский край.
Окончила Саратовский университет (1930, работала геологом Верхнего полиметаллического рудника) и аспирантуру, в июне 1936 г. защитила кандидатскую диссертацию на тему «Распространение теллура в уральских колчеданах».
На научной работе:
- 1936—1939 в Дальневосточном филиале АН СССР. Арестована 21 августа 1937 г., 13 сентября 1938 г. дело прекращено, из-под стражи освобождена;
- 1940—1944 в Казахстанском государственном университете;
- 1944—1946 старший научный сотрудник Института геологических наук АН СССР;
- 1946—1952 в режимном НИИ
- 1952—1953 старший научный сотрудник Института геологических наук АН СССР;
- 1953—1965 зав. лабораторией экспериментальной минералогии, зав. отделом в Институте минералогии, геохимии и кристаллохимии редких элементов (ИМГРЭ).

С 1965 г. на пенсии.
Доктор геолого-минералогических наук (1960, тема диссертации «Минералогия, типы месторождений, основные черты геохимии селена и теллура»), старший научный сотрудник (1945).
Сочинения:
- Минералогия, типы месторождений и основные черты геохимии селена и теллура [Текст] / Акад. наук СССР. Ин-т минералогии, геохимии и кристаллохимии редких элементов. — Москва : Изд-во Акад. наук СССР, 1959. — 257 с., 3 л. ил. и карт. : ил., карт.; 27 см.

Лауреат Государственной премии СССР (1967, в составе коллектива) — за 3-томную монографию «Геохимия, минералогия и генетические типы месторождений редких металлов».